# Parque Estadual Altamiro de Moura Pacheco

## Criação
O Parque Estadual Altamiro de Moura Pacheco – PEAMP é uma unidade de conservação de proteção integral administrada pelo Estado de Goiás, criada pela Lei Estadual nº 11.878/1992, com uma área de aproximadamente 3.183 hectares. A área em questão havia sido adquirida no ano anterior, após a autorização dada pela Lei nº 11.471/1991.
Em maio de 1993, parte da área do Parque foi excluída pela Lei nº 11.957/1993 para a implantação do Reservatório do Ribeirão João Leite, destinado a integrar o sistema de abastecimento público de água da Região Metropolitana de Goiânia, capital do Estado, reduzindo a área protegida para 2.132 hectares.
Posteriormente, parte da área excluída pela formação do reservatório foi novamente transformada em unidade de conservação: o Parque Estadual do João Leite – PEJoL (Lei nº 18.462/2014), com área de 2.832 hectares. Desta forma, os dois parques somam uma área contínua de 4.964 hectares, ocupada principalmente por Florestas Estacionais Semideciduais e Matas de Galeria, ecossistemas florestais que estão entre os mais devastados do mundo.
A denominação original "Parque Ecológico de Preservação Ambiental e Florestal Ulysses Guimarães", foi uma homenagem ao político e advogado brasileiro Ulysses Guimarães, morto à época da criação do Parque. Posteriormente o Parque sofreu duas alterações em sua denominação, passando a Parque Ecológico de Preservação Ambiental e Florestal Altamiro de Moura Pacheco (Lei nº 13.846/2001) e finalmente Parque Estadual Altamiro de Moura Pacheco (Lei nº 16.135/2007). O Parque é também conhecido localmente como "Parque Ecológico de Goiânia".
O nome atual do Parque é uma homenagem a Altamiro de Moura Pacheco, médico, farmacêutico, escritor, pecuarista e político goiano, antigo proprietário da área.

## Objetivos
O principal objetivo do Parque é a proteção dos últimos resquícios das Florestas Estacionais Semideciduais e Matas de Galeria da região, ambientes florestais que estão entre os mais devastados do mundo. O PEAMP também têm a função de proteger a fauna, as águas, as belezas cênicas e os sítios arqueológicos existentes na região. O Parque ainda protege o Reservatório João Leite, fonte de água para quase dois milhões de pessoas da Região Metropolitana de Goiânia.

## Localização e municípios envolvidos
O PEAMP é cortado pela Rodovia Federal BR-060/153, que é a principal via de acesso terrestre à unidade de conservação. A sede do Parque está distante cerca de 12 quilômetros de Goiânia e 10 quilômetros de Terezópolis de Goiás, as duas cidades mais próximas, sendo que todo o percurso é efetuado em pista dupla pavimentada, em bom estado de conservação. O PEAMP está inserido nos municípios de Goianápolis, Nerópolis e Goiânia.

## Biodiversidade
Levantamentos realizados na área do PEAMP registraram a presença de 485 espécies de plantas, pertencentes a 315 gêneros e 97 famílias botânicas, em que predominam as espécies de Mata Seca, tais como as perobas (Aspidosperma spp.) e os ipês (Tabebuia spp.).
Há o registro de duas plantas constantes da Lista Oficial de Espécies da Flora Brasileira Ameaçada de Extinção: o Gonçalo-alves (Astronium fraxinifolium) e a Aroeira-do-sertão (Astronium urundeuva). A vegetação predominante na área é composta por Mata Seca, e Mata de Galeria, Cerrado sentido restrito, Cerradão e Capoeira, além de algumas áreas degradadas ocupadas por pastagens.
Estudos desenvolvidos na região já identificaram mais de 290 espécies de animais, inclusive algumas ameaçadas de extinção como o Tamanduá-bandeira (Myrmecophaga tridactyla), o Lobo-guará (Chrysocyon brachyurus) e a Suçuarana (Puma concolor).

## Visitação pública
De quarta a domingo, das 8:00h às 17:00h (A Trilha do Lago é aberta ao Público apenas aos sábados, domingos e feriados).
Atrativos: Passeio em trilhas, contemplação da natureza, passeios de bicicleta e mountain bike.
Entrada franca
Grupos interessados em realizar visitas monitoradas devem agendar a atividade previamente.

## Contatos
Endereço: Rodovia BR-060/153 Km 127 Zona Rural Goianápolis, Goiás, Brasil
Telefones: +55 (62) 3265 1355, +55 (62) 3265 1358
Fanpage, notícias e contato: Clique aqui.